# بينهيرو بريتو
بينهيرو بريتو بلدية في ولاية سانتا كاتارينا في المنطقة الجنوبية من البرازيل.